# I Dzsongdzse
I Dzsongdzse (hangul: 이정재, handzsa: 李政宰, RR: I Jeongjae; népszerű átírással: Lee Jung-jae; 1972. december 15.–) Primetime Emmy-díjas dél-koreai színész, korábban modell.
Divatmodellként kezdte pályafutását, majd televíziós színészként folytatta, olyan sorozatokban, mint az ikonikus Sandglass (1995). Az 1998-as An Affair című filmmel kezdődött filmszínészi pályafutása. Olyan alkotásokban volt látható, mint a Ház a tónál hollywoodi film alapjául szolgáló Il Mare (2000), a The Last Witness (2001), a Typhoon (2005), a The Housemaid (2010), a Tolvajok (2012), az Egy új világ (2013), Az arcismerő (2013), A bérgyilkosság (2015) vagy a Harcban az istenekkel: A két világ (2017). Magyarországon számos filmjét mutatta be magyar felirattal a koreai filmfesztivál.
2021-ben nemzetközi ismertségre tett szert a Netflix Nyerd meg az életed című sorozatával, melyért Golden Globe-díjra is jelölték. Első koreai, ázsiai és nem angol anyanyelvű színészként nyerte el a Primetime Emmy-díjat.

## Élete és pályafutása
Ha Jongszu (Ha Yongsu) divattervező fedezte fel, amikor egy szöuli kávézóban dolgozott, így divatmodellként kezdte a pályafutását. 1993-ban a Kongnjongszonszeng (Gongnyongseonsaeng) (공룡선생, Dinosaur Teacher) című televíziós sorozatban kapta első szerepét, amivel szinte azonnal sztárrá vált és ezt követően szinte csak főszerepeket kapott. 1994-ben jó kritikákat kapott a Csolmun namdzsa (Jeolmeun namja) (젊은 남자, The Young Man) című filmben nyújtott alakításáért, majd ugyanebben az évben a Nukkim (Neukkim) (느낌, Feelings) című sorozattal vált igazán ismertté országszerte. Az igen magas nézettségű Sandglass című 1995-ös sorozatban egy csendes testőrt alakított, ami tovább növelte népszerűségét.

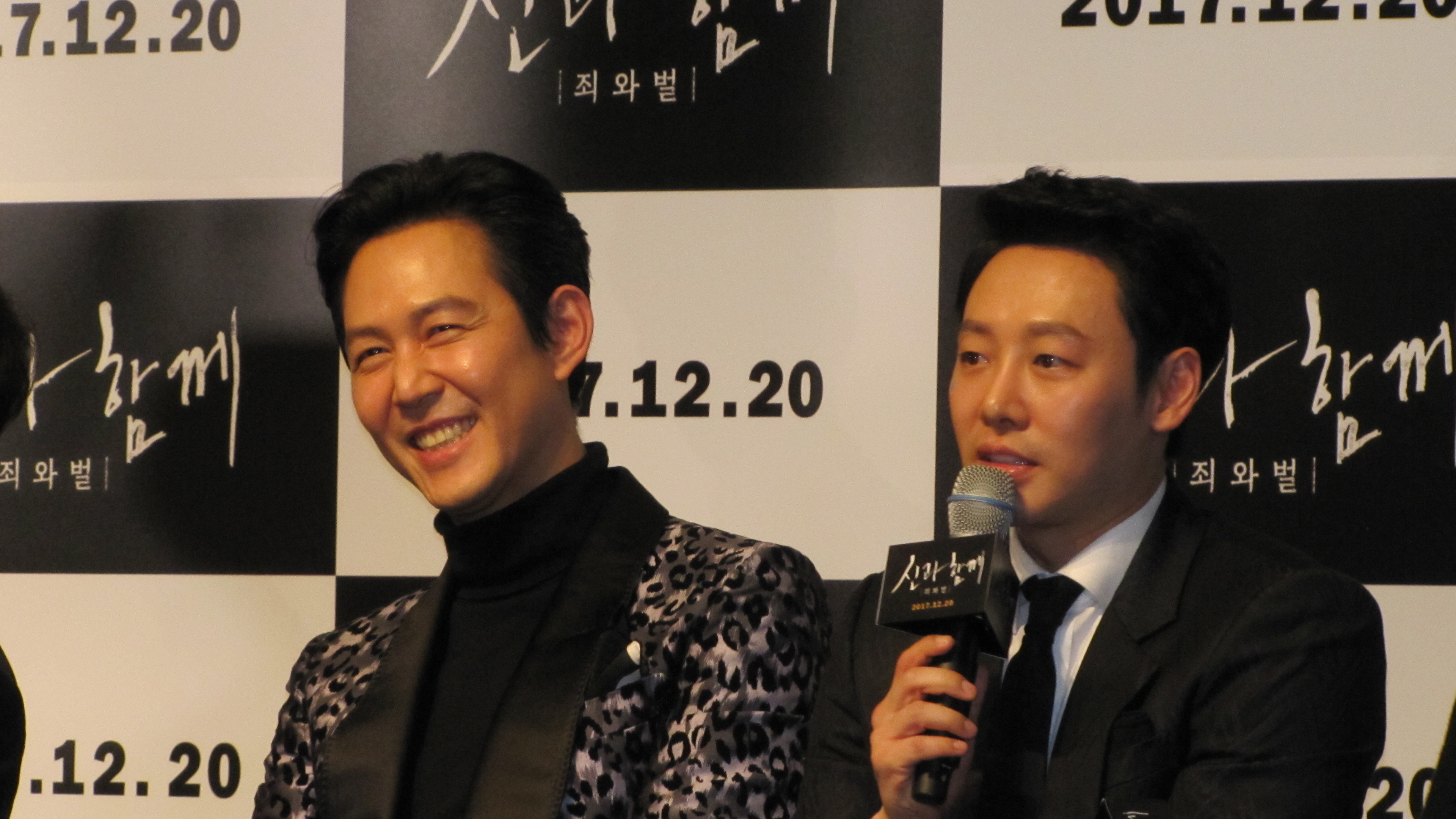
2017-ben egy interjún

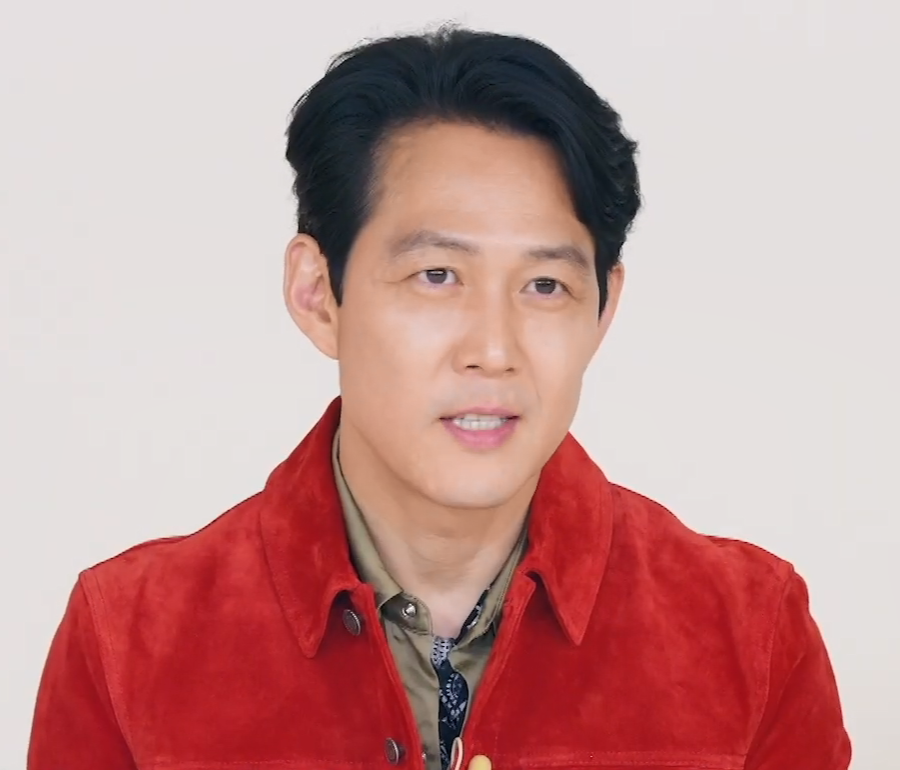
2021-ben a Nyerd meg az életed kapcsán egy interjú során

Filmes karrierje 1998-ban kezdődött az An Affair című alkotással, ezt a The City of the Rising Sun követte, melyért elnyerte a Blue Dragon Film Awards és a Koreai Filmkritikusok Szövetségének legjobb új színésznek járó díját. A 2000-ben bemutatott, romantikus időutazó Il Mare ugyan a maga idejében nem volt átütő siker, később a koreaifilm-rajongók körében kultuszfilmmé vált, majd Hollywood is feldolgozta. Ezt követően is folyamatosan forgatott, kisebb-nagyobb sikerű filmeket, majd 2003-ban bemutatták addigi legnagyobb sikerfilmjét, az Oh! Brotherst (오! 브라더스),  mely hárommillió főt vonzott a mozikba. 2005-ben a Typhoon című nagyszabású akciófilm főszerepére választották.
Visszatérése a televízió képernyőjére nem sikerült túl jól, sem az Air City (2007), sem pedig a Triple (2009) nem váltotta be a hozzá fűzött reményeket. A 2008-ban bemutatott  1724 Kibang nandong szagon (Gibang nandong sageon) (1724 기방난동사건, The Accidental Gangster and the Mistaken Courtesan) című filmjével I (Lee) másfajta szerepet szeretett volna kipróbálni, és bár a kasszáknál nem jól teljesített a film, a színész úgy véli, élete egyik legemlékezetesebb munkája lett.
2010-ben a The Housemaid című erotikus thrillerben kapott szerepet, melyet a 2010-es cannes-i fesztiválon is bemutattak. Alakításával I (Lee) elnyerte a Fantasporto Rendezők Hete legjobb színésznek járó díját. 2012-ben a nagyszabású Tolvajok című filmben szerepelt, mely a koreai filmtörténelem egyik legnagyobb kasszasikere volt. 2013-ban az Egy új világ című film noirban egy alvilági szervezetbe beépült rendőrt alakított. Az arcismerő (2013) című filmben nyújtott alakításáért a Blue Dragon Film Awards és a Paeksang Arts Awards legjobb férfi mellékszereplőnek járó díját is elvihette. 2014-ben egy MMA-harcművész bőrábe bújt a Big Match című akcióvígjátékban.
2015-ben a Tolvajok rendezőjének új filmjében, A bérgyilkosságban játszott. Ebben az évben a Buil Film Awardson a legjobb színész, a 3. Marie Claire Asia Star Awardson pedig az év színésze díját vihette el. Egy kínai produkció, a Tik Tok következett, amely után az Operation Chromite című koreai háborús filmben játszott főszerepet.
2017-ben a Warriors of the Dawn című történelmi filmben és a Harcban az istenekkel: A két világ című fantasy sikerfilmben játszott. 2019-ben a Svaha: The Sixth Finger című thrillerben egy vallási szekták után nyomozó lelkipásztort alakított. Ugyanebben az évben a JTBC csatorna politikai doramájában, a Főtanácsadóban vállalt szerepet. 2020-ban a Deliver Us from Evil című akciófilmben játszott.
2021-ben a Netflix Nyerd meg az életed című túlélő-sorozatának főszerepét vállalta el. A sorozat sikere folytán nemzetközileg legismertebb szerepe lett. A színészt számos díjra jelölték Gihun alakításáért. I (Lee) a sorozat második évadában is szerepel.

## Filmográfia

### Film
| Év   | Cím                                                           | Szerep                              | Megjegyzés | Hiv.          |
| ---- | ------------------------------------------------------------- | ----------------------------------- | ---------- | ------------- |
| 1994 | Csolmun namdzsa (Jeolmeun namja) (젊은 남자, The Young Man)   | I Han (Lee Han)                     |            |               |
| 1996 | Albatross (알바트로스)                                        | Phjongszan (Pyeong-san)             |            |               |
| 1997 | Pulsze (Bulsae) (불새, Fire Bird)                             | Jonghu (Young-hoo)                  |            | [ 47 ] [ 48 ] |
| 1997 | Pak te Pak (Bak dae Bak) (박대박, Father vs. Son)             | Pak Szuszok (Park Soo-seok)         |            |               |
| 1998 | An Affair                                                     | Uin (Woo-in)                        |            |               |
| 1999 | City of the Rising Sun                                        | Honggi                              |            |               |
| 1999 | I Dzseszui nan (Lee Jae-suui nan) (이재수의 난, The Uprising) | I Dzseszu (Lee Jae-su)              |            |               |
| 2000 | Interview (인터뷰)                                            | Unszok (Eun-seok)                   |            |               |
| 2000 | Il Mare                                                       | Han Szunghjon (Han Sung-hyeon)      |            |               |
| 2000 | Szunebo (Sunaebo) (순애보, Asako in Ruby Shoes)               | Uin ( Woo-in)                       |            |               |
| 2001 | Last Present                                                  | Jong Jonggi (Jeong Yong-ki)         |            |               |
| 2001 | MOB 2025                                                      | Dust                                | rövidfilm  | [ 49 ]        |
| 2001 | The Last Witness                                              | O nyomozó                           |            |               |
| 2002 | Over the Rainbow                                              | I Dzsinszu (Lee Jin-su)             |            | [ 50 ]        |
| 2003 | Oh! Brothers                                                  | O Szangu (Oh Sang-woo)              |            | [ 51 ]        |
| 2005 | Typhoon                                                       | Kang Szedzsong (Kang Se-jong)       |            | [ 52 ]        |
| 2008 | The Accidental Gangster and the Mistaken Courtesan            | Cshondung (Cheon-dung)              |            | [ 53 ]        |
| 2010 | The Housemaid                                                 | Hun                                 |            | [ 54 ]        |
| 2012 | El Fin del Mundo                                              |                                     | Srövid     |               |
| 2012 | Tolvajok                                                      | Popie                               |            |               |
| 2013 | Egy új világ                                                  | I Dzsaszong (Lee Ja-seong)          |            | [ 55 ]        |
| 2013 | Az arcismerő                                                  | Szujang (Suyang) herceg             |            |               |
| 2014 | Big Match                                                     | Choi Ik-ho                          |            | [ 56 ]        |
| 2015 | A bérgyilkosság                                               | Jom Szokcsin (Yeom Seok-jin)        |            | [ 57 ]        |
| 2016 | Tik Tok                                                       | Csiang Cseng-csün (Jiang Cheng-jun) |            | [ 58 ]        |
| 2016 | Operation Chromite                                            | Csang Hakszu (Jang Hak-su)          |            | [ 59 ]        |
| 2017 | Warriors of the Dawn                                          | Thou (To-woo)                       |            | [ 60 ]        |
| 2017 | Harcban az istenekkel: A két világ                            | A halál istene                      |            |               |
| 2018 | Along with the Gods: The Last 49 Days                         | A halál istene                      |            | [ 61 ]        |
| 2019 | Svaha: The Sixth Finger                                       | Pak (Park) tisztelendő              |            | [ 62 ]        |
| 2019 | Trade Your Love                                               | ügyvéd                              | cameo      |               |
| 2020 | Deliver Us from Evil                                          | Sun Ray                             |            | [ 63 ]        |
| ?    | Wiretap                                                       | Ko Cshangszon (Ko Chang-seon)       |            | [ 64 ]        |
| ?    | Hunt                                                          | Pak Phjongho (Park Pyung-ho)        | Producer   | [ 65 ] [ 66 ] |

### Televíziós sorozatok
| Év   | Cím                                                                  | Csatorna | Szerep                        | Megjegyzés        | Hiv.   |
| ---- | -------------------------------------------------------------------- | -------- | ----------------------------- | ----------------- | ------ |
| 1993 | Kongnjongszonszeng (Gongnyongseonsaeng) (공룡선생, Dinosaur Teacher) | SBS      |                               |                   |        |
| 1993 | Nukkim (Neukkim) (느낌, Feelings)                                    |          | Han Dzsun (Han Jun)           |                   |        |
| 1995 | Szarangun pullu (Sarangeun beullu) (사랑은 블루,Love Is Blue)        | SBS      |                               |                   |        |
| 1995 | Sandglass                                                            | SBS      | Pek Csehi (Baek Jae-hui)      |                   | [ 67 ] |
| 1997 | Talphengi (Dalpaengi) (달팽이, Snail)                                | SBS      | Tongcshol (Dong-cheol)        |                   |        |
| 1998 | White Nights 3.98                                                    | SBS      | I Jongdzsun (Lee Young-jun)   |                   | [ 68 ] |
| 2007 | Air City                                                             | MBC      | Kim Dzsiszong (Kim Ji-seong)  |                   | [ 69 ] |
| 2009 | Triple                                                               | MBC      | Sin Hval (Shin Hwal)          |                   | [ 70 ] |
| 2019 | Főtanácsadó                                                          | JTBC     | Csang Thedzsun (Jang Tae-jun) |                   | [ 71 ] |
| 2021 | Delayed Justice                                                      | SBS      | Csang Thedzsun (Jang Tae-jun) | cameo (19. rész)  |        |
| 2021 | Dramaworld 2                                                         | Viki     |                               | cameo (8–9. rész) | [ 72 ] |
| 2021 | Nyerd meg az életed                                                  | Netflix  | Szong Gihun (Seong Gi-hun)    |                   | [ 73 ] |
| 2024 | Az akolitus                                                          | Disney+  | Sol mester                    |                   |        |